# Jehuda Lejb Eiger

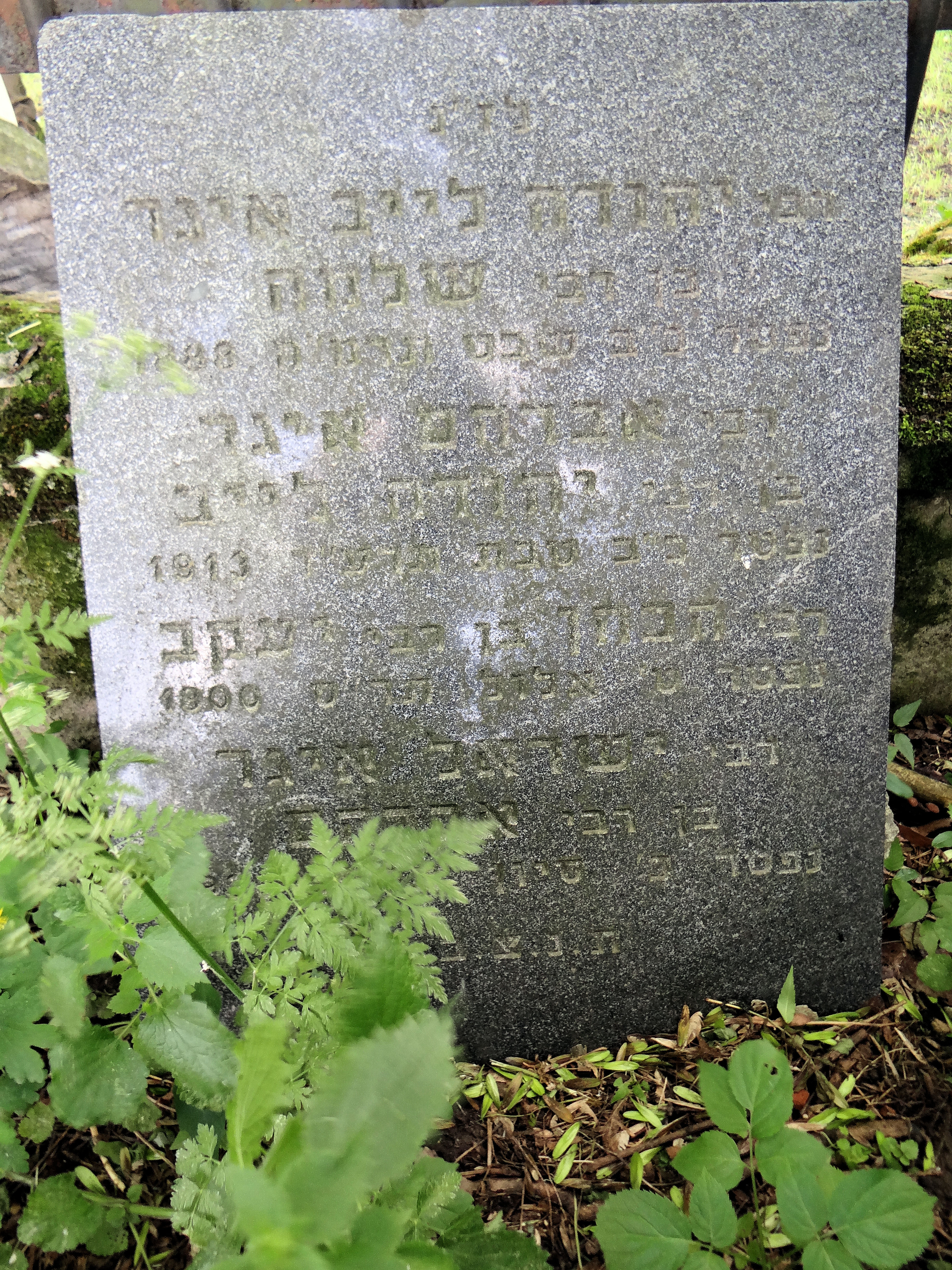
Tablica upamiętniająca Jehudę Lejba Eigera na nowym cmentarzu żydowskim w Lublinie

Lejb Jehuda Eiger, znany także jako Płaczący Cadyk, Jehuda Lejb z Lublina oraz MaHaRIL (ur. 1816 lub 1 lipca 1817 w Warszawie, zm. 4 lutego 1888 w Lublinie) – założyciel i pierwszy cadyk chasydzkiej dynastii Lublin.

## Życiorys
Był synem Salomona Eigera i Riwki Gołdy z Hirszenzonów oraz wnukiem Akiwy Egera. Początkowo nauki pobierał u swojego dziadka w Poznaniu, u swojego ojca oraz u prywatnego mełameda. Następnie studiował w Warszawie, u Icchaka Meira Altera, pod którego wpływem stał się zwolennikiem chasydyzmu, co doprowadziło do konfliktu z resztą rodziny.
W 1836 roku ożenił się z Basze Gradsztajn, córką lubelskiego kupca. Znane jest sześcioro ich dzieci: Chudes Gryna, Gitla Marya, Akiwa, Abraham, Szlomo Meir oraz Dawid. Zamieszkał z żoną w kamienicy przy ulicy Szerokiej 34 w Lublinie.
Po ślubie często przebywał w Kocku, gdzie pobierał nauki u cadyka Menachema Mendla Morgensterna, a następnie u jego ucznia, cadyka Mordechaja Josefa Leinera z Izbicy. Prowadził w Lublinie wzmożoną aktywność religijną, pozostawał w konflikcie z rabinem Meszulamem Zalmanem Aszkenazym, który nie dopuszczał go do gminnego bet midraszu. Eiger przejął następnie dawny bet midrasz Widzącego z Lublina. Z czasem Eiger został uznany za przywódcę lokalnych chasydów, w 1851 roku objął stanowisko zastępcy rabina głównego w Lublinie.
Po śmierci Salomona Eigera w 1852 roku poznańska gmina żydowska chciała powierzyć mu urząd rabina, propozycji jednak nie przyjął. Według innych źródeł funkcję rabina w Poznaniu pełnił w latach 1852–1853. Po śmierci Mordechaja Josefa Leinera objął przywództwo nad grupą sprzyjających mu chasydów, a po śmierci Menachema Mendla z Kocka przejął rolę cadyka, zakładając własną dynastię chasydzką. W latach 1862–1866 był członkiem Komitetu Opiekuńczego Szkoły Elementarnej dla Ubogich Dzieci Starozakonnych w Lublinie. Jego dwór działał na ulicy Szerokiej 40 w Lublinie. W 1882 roku przekazał przywództwo grupy swojemu synowi, Abrahamowi. Zmarł w Lublinie, w domu przy ulicy Probostwo 4.
Był autorem traktatów religijnych, m.in. Torat Emet oraz Imrej Emet. W związku ze swoim zachowaniem podczas modlitwy, m.in. przez płacz i wydawanie okrzyków, nazywany był „płaczącym cadykiem”.
Został pochowany w ohelu na nowym cmentarzu żydowskim przy ulicy Unickiej w Lublinie. Ohel został zniszczony podczas II wojny światowej, odbudowany w 1959 roku, zniszczony ponownie w latach 70. XX wieku. W 1999 roku w miejscu jego pochówku wybudowano nowy ohel.